# Loveringite
La loveringite è un minerale appartenente al gruppo della crichtonite.